# Une mauvaise journée
Pour plus de détails, voir Fiche technique et Distribution.
Une mauvaise journée (Шумный день, Choumny den) est un film soviétique réalisé par Anatoli Efros et Gueorgui Natanson, sorti en 1960,. Le sujet est basé sur la comédie de Viktor Rozov À la recherche de la joie publiée pour la première fois dans la revue Théâtre en 1957.

## Synopsis
Un jour dans la vie d'une famille soviétique. Klavdia Savina vit dans un vieil appartement moscovite. Ses quatre enfants vivent avec elle. L'aîné Fedor est un chimiste, candidat en sciences, récemment marié avec Léna. La fille Tatiana, âgée de dix-neuf ans, étudie dans un institut pédagogique. Nikolai, dix-huit ans, travaille dans des ateliers de réparation. Le plus jeune, Oleg, a quinze ans.
Léna, la belle-fille des Savine, accorde beaucoup d'attention aux biens matériels. Dès le matin, elle part faire les magasins.
Tatiana a deux soupirants, Guena et Léonid, ils arrivent en même temps ce qui génère une certaine tension. Pour faire diversion, le jeune Oleg veut leur montrer son aquarium, mais par maladresse, il renverse un encrier sur le nouveau bureau de Léna. Lorsque celle-ci rentre, elle se met en colère et jette l'aquarium par la fenêtre. Oleg, en pleurant, attrape le sabre de son défunt père et saccage plusieurs meubles et objets avant de s'enfuir. Léna fait un malaise. 
Finalement Guena et Oleg reviennent avec un nouvel aquarium. Mais le reglement de contes n'est pas fini pour autant. Klavdia et Tatiana reprochent à Léna son attachement aux objets. Léna dit à son mari que tout le monde l'insulte et la déteste, et qu'elle ne veut plus vivre ici un seul jour. Le couple décide donc déménager au plus vite.

## Fiche technique
- Titre : Une mauvaise journée
- Réalisation : Anatoli Efros, Gueorgui Natanson
- Scénario : Viktor Rozov
- Photographie : Viktor Dombrovski
- Musique : Antonio Spadavecchia
- Décors : Mikhaïl Kourilko-Rioumine
- Montage : L. Tchalova
- Format : noir et blanc - mono
- Production : Mosfilm
- Durée : 101 minutes
- Langue : russe
- Pays : URSS
- Sortie : 7 janvier 1961

## Distribution
- Valentina Sperantova : Klavdia Savina
- Guennadi Petchinkov : Fedor
- Tatiana Nadejdina : Tatiana
- Vladimir Zemlianikine : Nikolaï
- Oleg Tabakov : Oleg
- Lilia Tolmatcheva : Léna, femme de Fedor
- Lev Krougly : Guena
- Inna Goulaïa : camarade de classe d'Oleg